# جورجو كيناليا
جورجو كيناليا (بالإيطالية: Giorgio Chinaglia)‏ (مواليد 24 يناير 1947) هو لاعب كرة قدم. يلعب مع منتخب إيطاليا لكرة القدم. سبق له أن لعب في كأس العالم لكرة القدم مع منتخب بلاده.

## روابط خارجية
- جورجو كيناليا على موقع الاتحاد الدولي (مؤرشف)  (الإنجليزية)
- جورجو كيناليا على موقع الاتحاد الأوربي (الإنجليزية)
- جورجو كيناليا على موقع قاعدة بيانات كرة القدم.إي يو (الإنجليزية)
- جورجو كيناليا على موقع ناشيونال فوتبول تيمز (الإنجليزية)